# Paracheilinus
Paracheilinus és un gènere de peixos de la família dels làbrids i de l'ordre dels perciformes.

## Taxonomia
- Paracheilinus angulatus (Randall & Lubbock, 1981).
- Paracheilinus attenuatus (Randall, 1999).
- Paracheilinus bellae (Randall, 1988).
- Paracheilinus carpenteri (Randall & Lubbock, 1981).
- Paracheilinus cyaneus (Kuiter & Allen, 1999).
- Paracheilinus filamentosus (Allen, 1974).
- Paracheilinus flavianalis (Kuiter & Allen, 1995).
- Paracheilinus hemitaeniatus (Randall & Harmelin-Vivien, 1977).
- Paracheilinus lineopunctatus (Randall & Lubbock, 1981).
- Paracheilinus mccoskeri (Randall & Harmelin-Vivien, 1977).
- Paracheilinus nursalim (Allen & Erdmann, 2008).[1]
- Paracheilinus octotaenia (Fourmanoir in Roux-Estéve & Fourmanoir, 1955).
- Paracheilinus piscilineatus (Cornic, 1987).
- Paracheilinus rubricaudalis (Randall & Allen, 2003).
- Paracheilinus togeanensis (Kuiter & Allen, 1995).[2][3][4][5][6][7][8][9]